# Incêndio na Vila Socó
O incêndio na Vila Socó foi um incêndio de grandes proporções que atingiu a favela de Vila Socó, em Cubatão, no estado de São Paulo, na madrugada entre os dias 24 e 25 de fevereiro de 1984. O número oficial de mortos é de 93 pessoas, o que é contestado.

## Antecedentes
A Vila Socó, que ficava à margem da via Anchieta sobre uma faixa de mangue de aproximadamente 2 000 m x 80 m, tinha pouco mais de 6 mil habitantes distribuídos em cerca de seiscentos barracos, segundo dados de autoridades na época. Por outro lados, sobreviventes estimaram em até 12 mil o número de moradores e entre 1 200 e 2 500 a quantidade de barracos que compunham a favela. Boa parte da favela era sustentada por palafitas fincadas por quase todo o mangue. Os barracos eram ladeados por pontes (ou passarelas) de madeira, construídas para a circulação dos moradores.

## Incêndio
Pouco antes do incêndio, 700 mil litros de gasolina vazaram de um duto de uma refinaria da Petrobras localizada próximo à região, o que contribuiu para seu início. Não se sabe se o fogo foi causado por uma faísca de um fósforo ou um curto-circuito. O incêndio começou por volta da meia noite, na madrugada entre os dias 24 e 25 de fevereiro de 1984, na favela de Vila Socó, em Cubatão, no estado de São Paulo. Um dos primeiros bombeiros a chegar ao local foi o coronel reformado da Polícia Militar, José Marques Trovão Neto, que comentou que não tinha ideia da dimensão do incêndio, onde viu "muita tristeza": "Os moradores nos [procuravam] para irmos até os barracos deles e nós íamos até lá e estavam mulheres, crianças, bebês todos carbonizados. Foi muito triste", disse o coronel. O fogo atingiu 1,2 mil barracos, matando 93 pessoas e deixando 3 mil desabrigadas, segundo dados oficiais.

## Investigação
O acidente teve destaque em toda a imprensa. Investigações posteriores confirmaram que uma falha de comunicação entre um funcionário da Refinaria Presidente Bernardes, em Cubatão, e uma das pessoas responsáveis pela operação de um dos terminais da estatal, localizado no Porto de Santos, foi a provável causa do incêndio, Naquele dia, seria transferida uma grande quantidade de gasolina para o terminal, interligado com a refinaria por dutos que passavam debaixo da favela. Tempo antes do desastre, quando milhares de litros de gasolina começavam a ser transportados por um dos dutos, estava totalmente fechada uma válvula do terminal, que deveria estar aberta para receber o combustível. Isso possivelmente causou uma forte pressão no duto, culminando no seu rompimento e, consequentemente, no vazamento de cerca de 700 mil litros de gasolina, que se espalharam rapidamente pelas lamas do mangue. Assim, em poucos instantes, um fogaréu se alastrou por toda a favela. Também não foi descartada a hipótese de má conservação dos dutos, construídos nos anos 40, e sem manutenção há anos.
Com relação ao socorro às vítimas, houve um fator agravante: ao ser alertada por moradores logo no início do incêndio, a Petrobras declarou que não poderia tomar nenhuma decisão até a chegada de seu engenheiro responsável, que residia em Santos. Segundo um tenente da Polícia Militar, que coordenava os socorros na favela, a espera de mais de uma hora pela chegada do profissional complicou ainda mais os trabalhos de busca. A atitude da Petrobras foi classificada como de negligência.
Os números oficiais do incêndio são de 93 mortos, conforme apuração da Polícia Militar. Entretanto, são contestados por entidades e testemunhas que vivenciaram o episódio. Segundo eles, o número de vítimas poderia chegar a quatrocentos, já que informações paralelas às oficiais relatavam que mais de trezentas pessoas, em sua maioria crianças, desapareceram após a tragédia. Segundo documentos inéditos obtidos pelo Jornal da Band em 2014, o número total de vítimas fatais pode ser de 508.